# Keisai Eisen
Keisai Eisen (渓斎 英泉?) (1791-1848) fue un pintor japonés, especializado en el estilo ukiyo-e. También fue escritor de novelas cómicas, con los seudónimos Chiyoda Sai-ichi e Ippitsuan Kako.

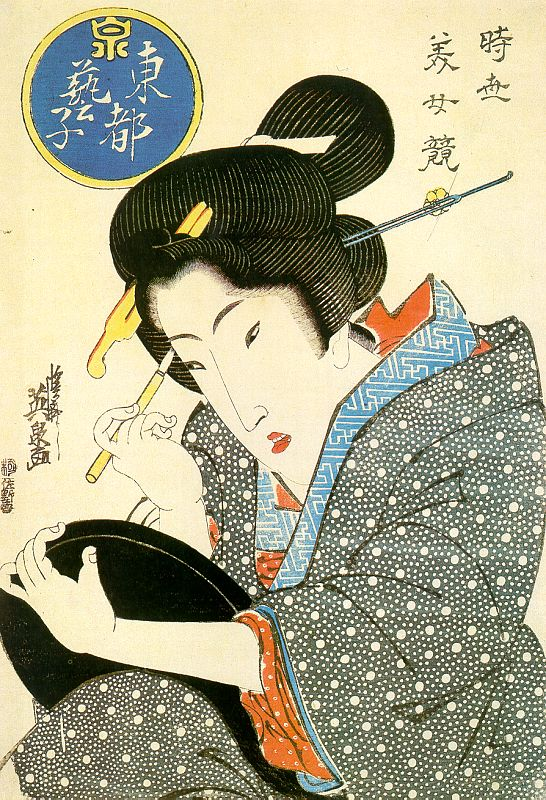
Imagen de bijin-ga de la serie Toto geiko.

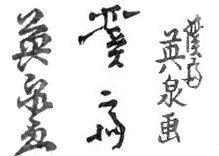
Firmas de Keisai Eisen. De izquierda a derecha: “Eisen ga” (英泉　画), “Keisai” (渓斎) y “Keisai Eisen ga” (渓斎　英泉　画).

Pertenecía a una familia de casta samurai, siendo su nombre de nacimiento Ikeda Eisen. Fue alumno de Kanō Hakkeisai, del que cogió el nombre (gō) de Keisai, y posteriormente de Kikukawa Eizan. Fue uno de los mejores representantes del género bijinga («cuadros de mujeres hermosas»): sus figuras eran voluminosas, con un intenso cromatismo y atención al detalle. Muchas de sus obras eran de tono erótico, publicando desde 1911 una serie de ilustraciones para libros de tema erótico, bajo el seudónimo Insai Hakusui. En estas imágenes muestra el ambiente un tanto decadente que se vivía en la era Bunsei (1818–1830). El mismo Eisen era aficionado a la bebida, y al parecer llegó incluso a regentar un burdel. También se dedicó al paisaje, algunos en colaboración con Utagawa Hiroshige, como en la serie Sesenta y nueve estaciones del Kisokaidō. 
Como escritor destacan sus biografías de los Cuarenta y siete Ronin y diversos libros, incluida una continuación de Ukiyo-e Ruiko (Historia de los grabados del Mundo Flotante), que documentaba la vida de los artistas de ukiyo-e. 

## Galería

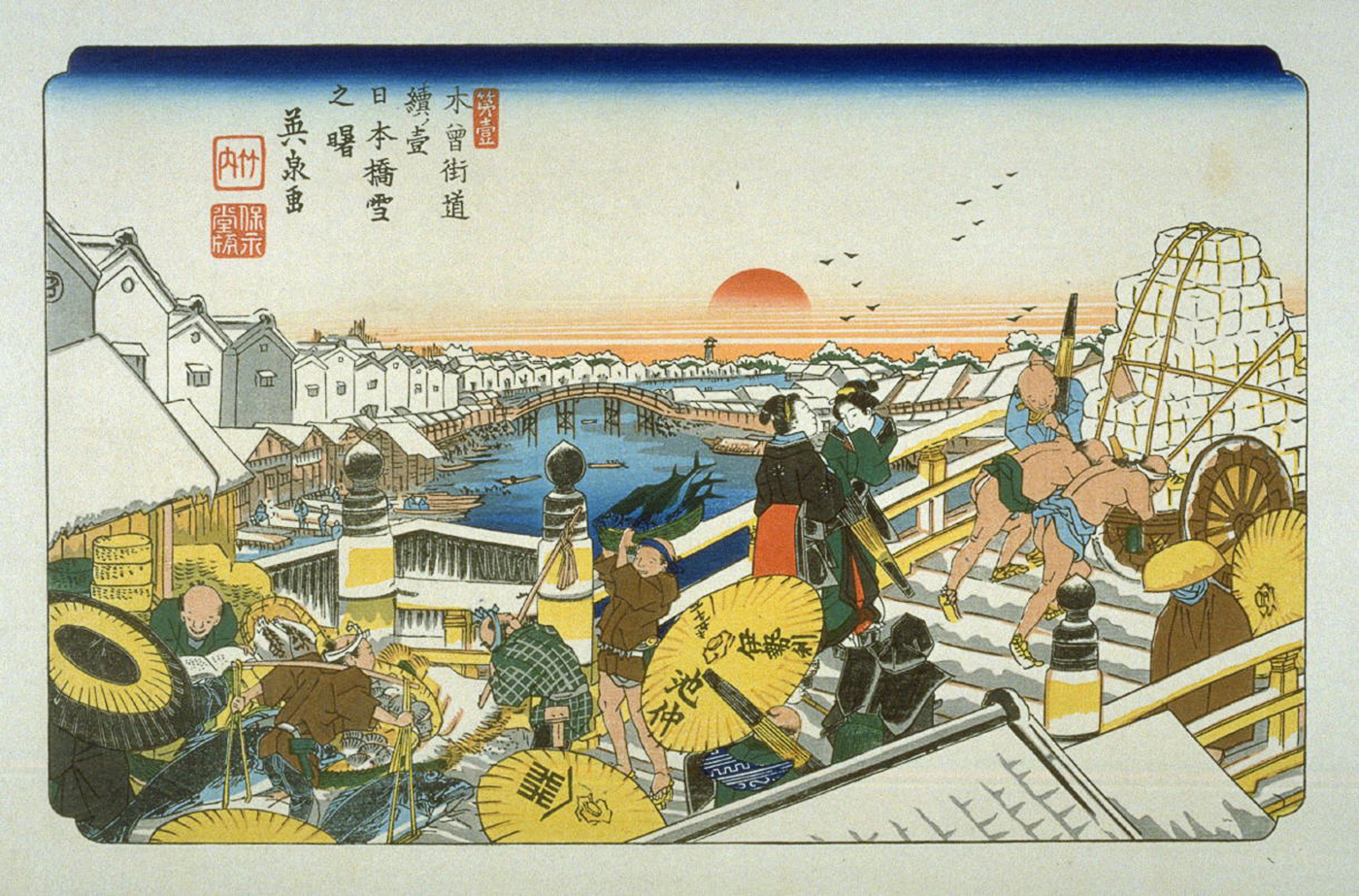
Nihonbashi en el Kisokaidō.
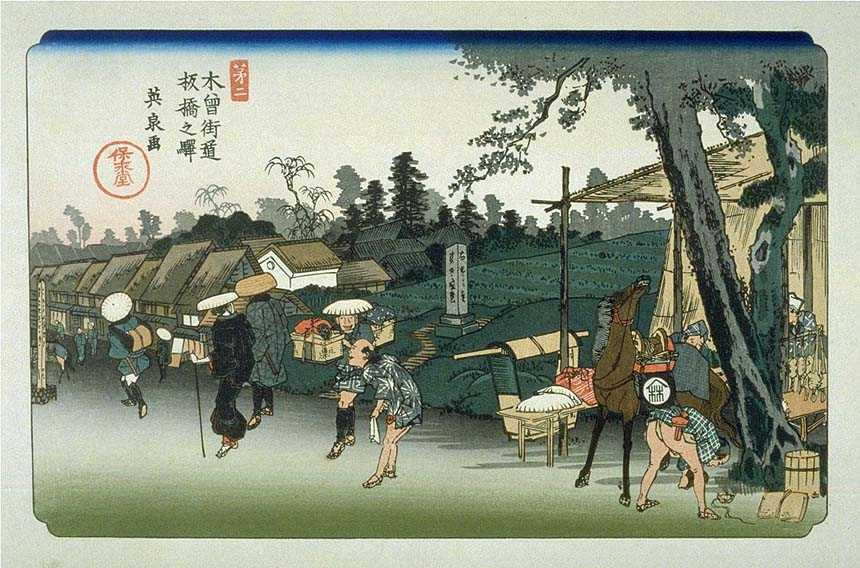
Itabashi en el Kisokaidō.
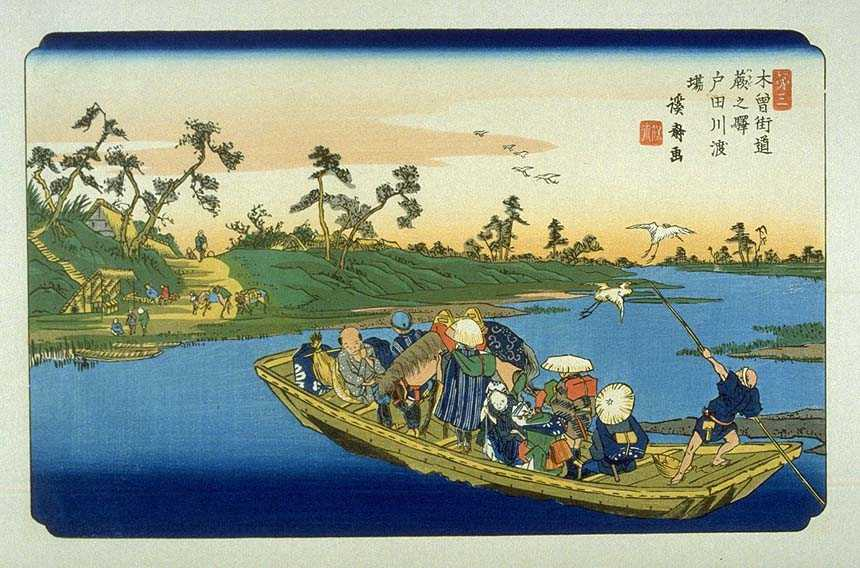
Warabi en el Kisokaidō.
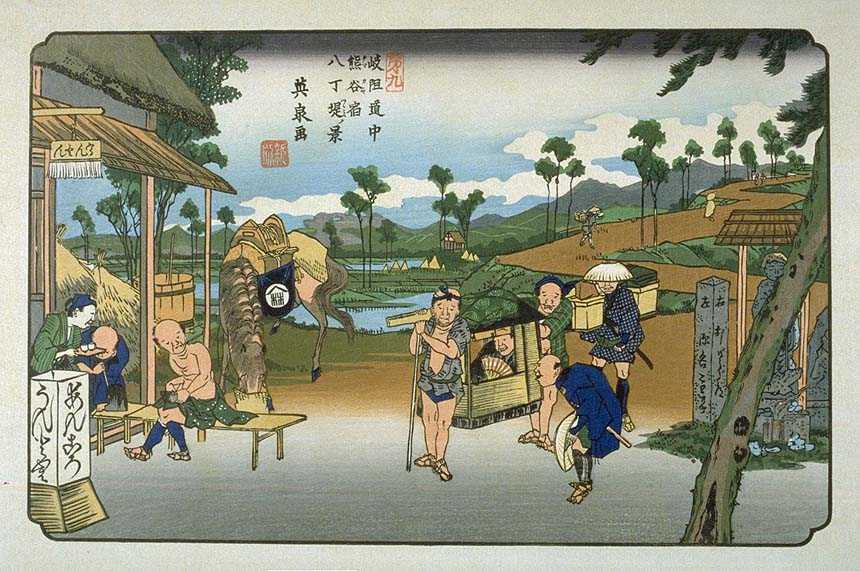
Kumagai en el Kisokaidō.
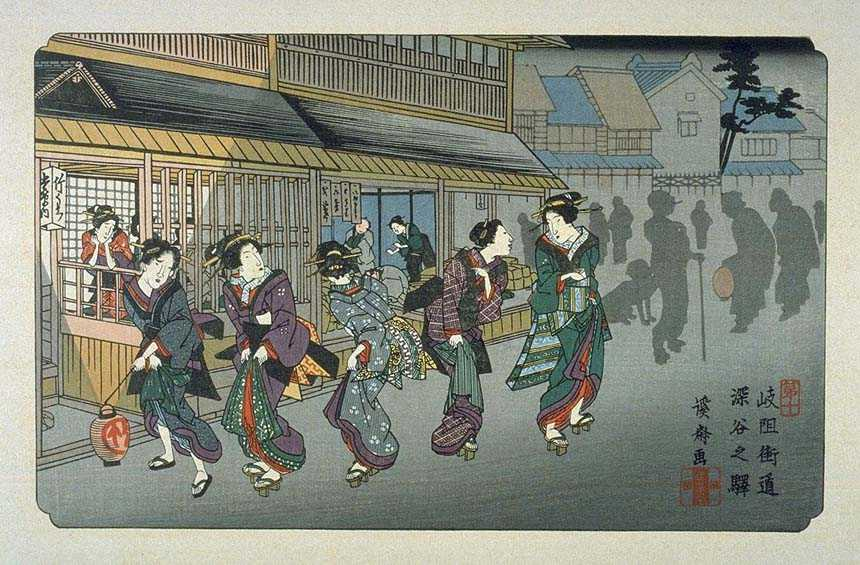
Fukaya en el Kisokaidō.
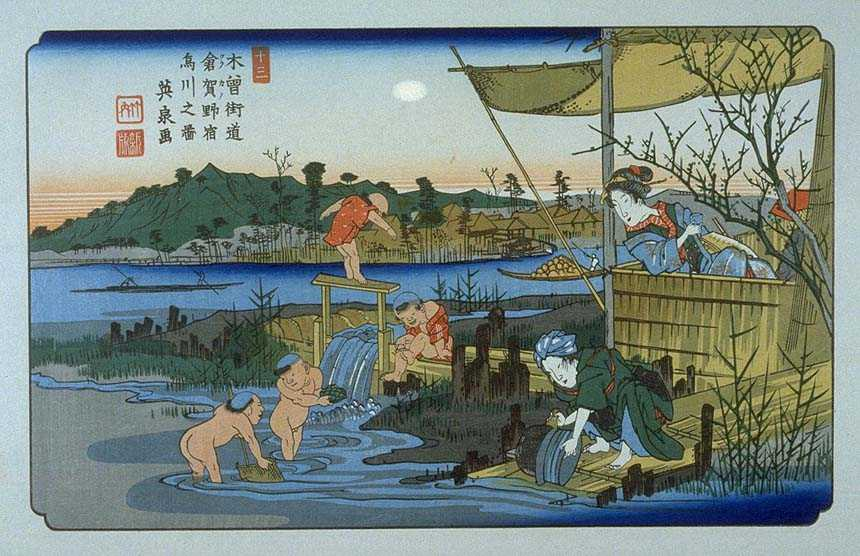
Kuragano en el Kisokaidō.
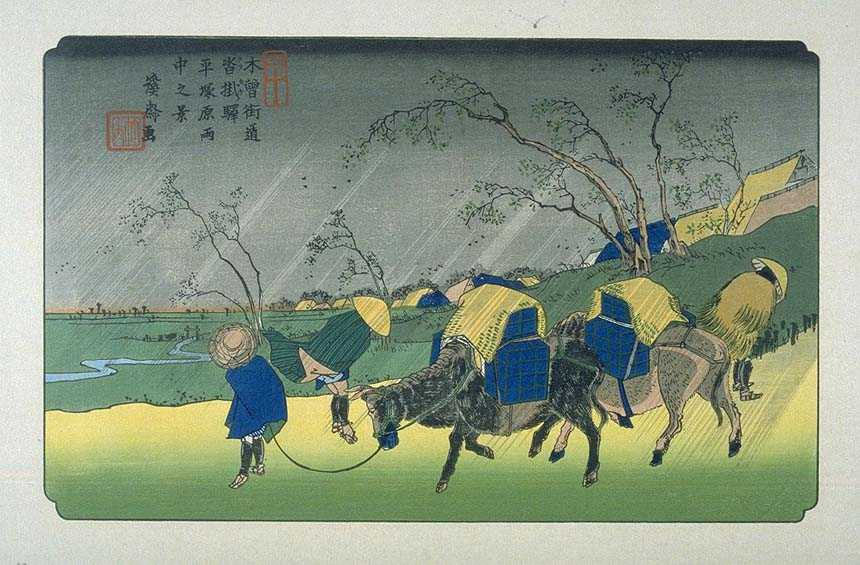
Kutsukake en el Kisokaidō.
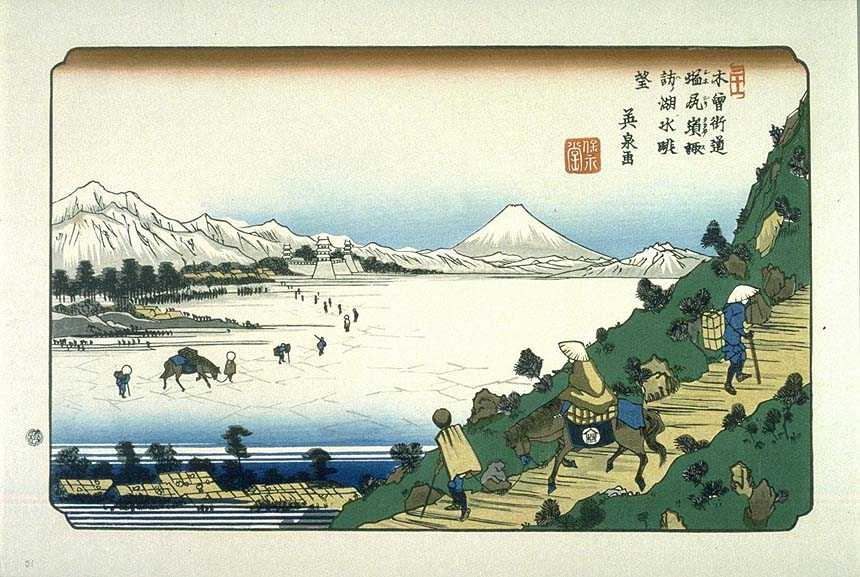
Shiojiri en el Kisokaidō.
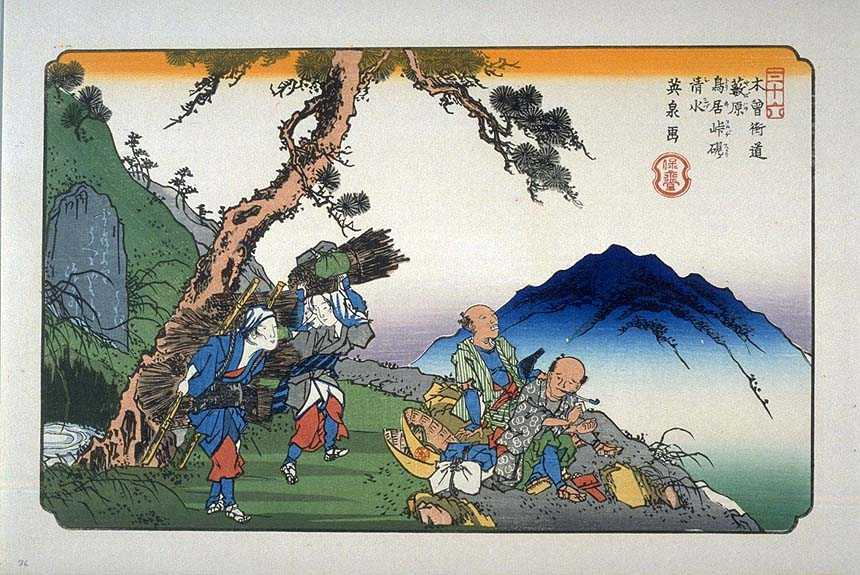
Yabuhara en el Kisokaidō.
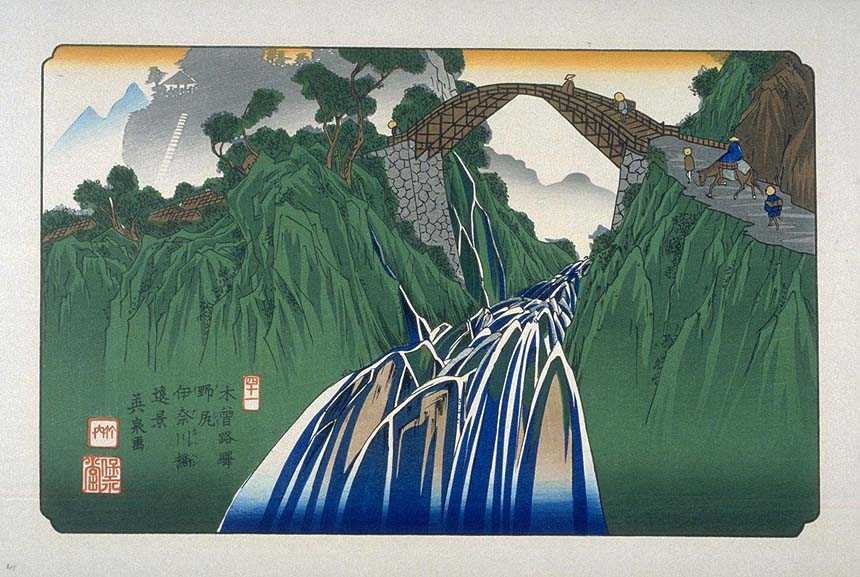
Nojiri en el Kisokaidō.
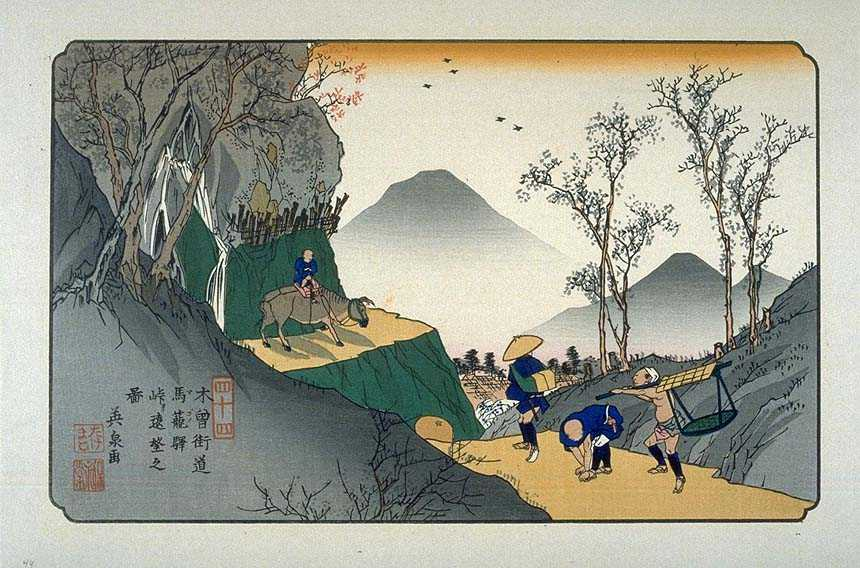
Magome en el Kisokaidō.
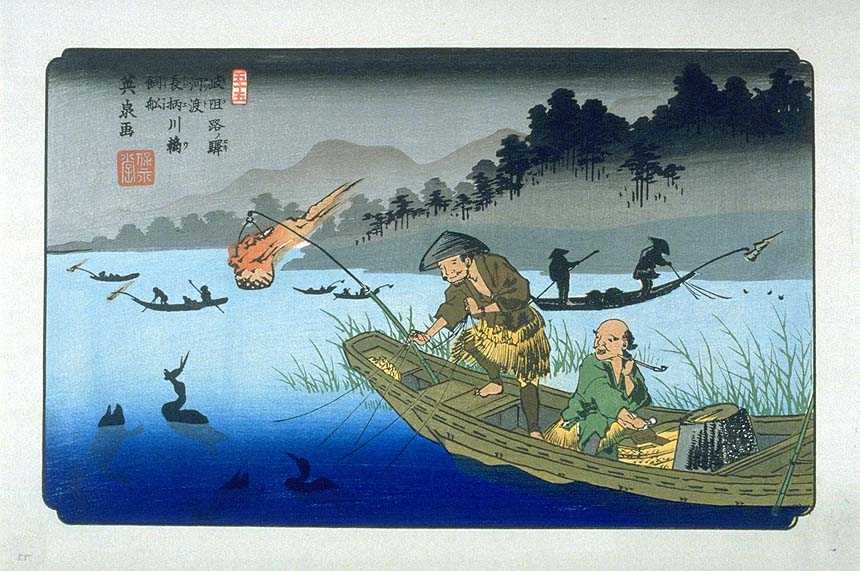
Godo en el Kisokaidō.
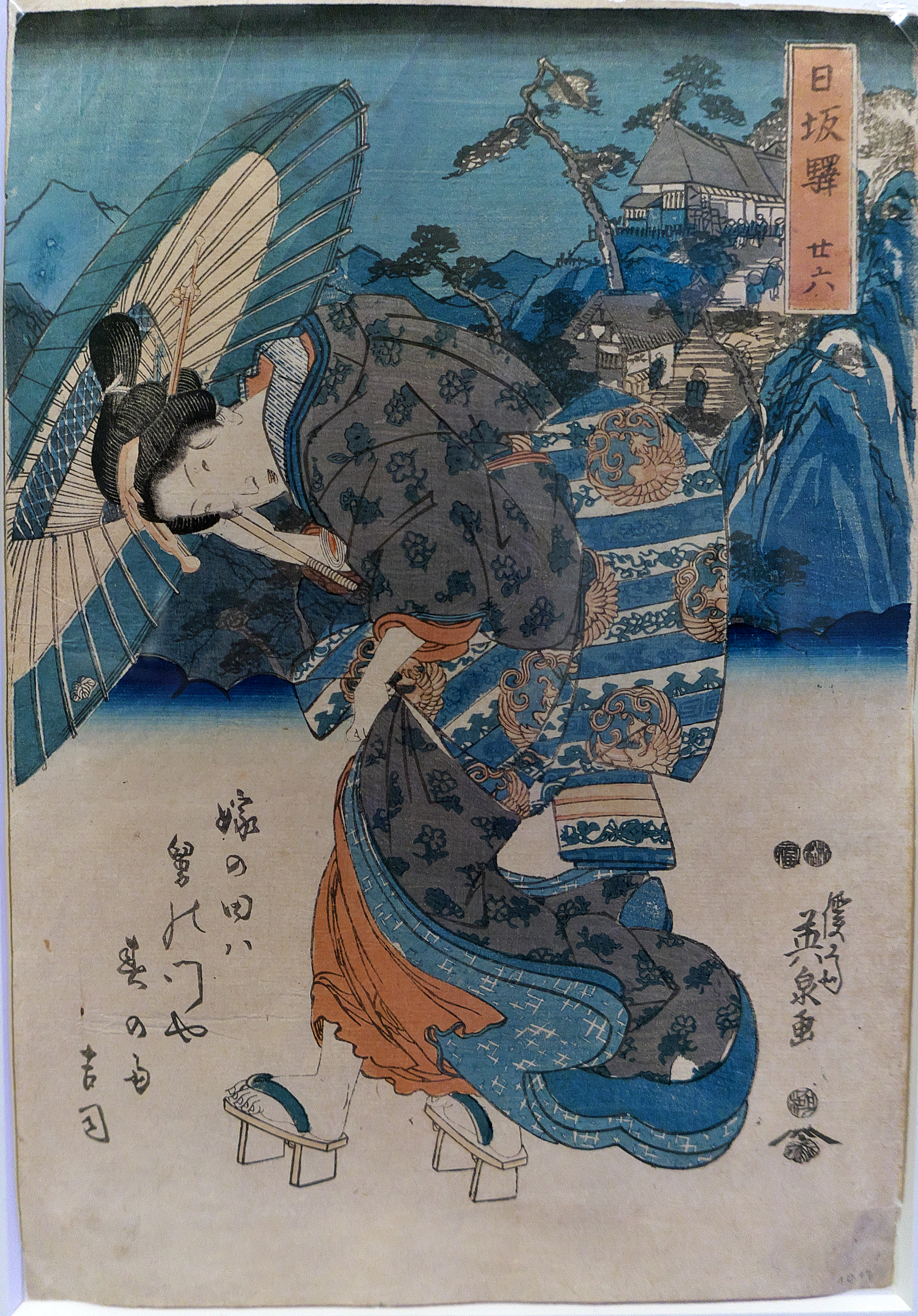
Bijin Tōkaidō Nissaka